# Opel Antwerpen
Opel Antwerpen was een autoassemblagefabriek van General Motors in Antwerpen. De productie van auto's startte in 1925 en in december 2010 werd de fabriek gesloten.

## Geschiedenis

### Oprichting
Het bedrijf werd in 1924 opgericht als General Motors Continental en was de tweede fabriek van General Motors buiten Noord-Amerika, na General Motors International A/S dat een jaar eerder in Denemarken operationeel werd. GM Continental was gehuisvest waar vroeger de Sint-Michielsabdij en het marinearsenaal zich bevonden. De eerste bediende van GM Continental werd aangeworven op 1 januari 1925, de eerste arbeider op 5 februari 1925. Op 2 april datzelfde jaar werd de eerste CKD- Chevrolet geproduceerd. Er werden 20 tot 25 exemplaren per dag gebouwd en op het einde van het eerste jaar waren 2040 Chevrolets geproduceerd.

### Sterke groei
Een sterke groei verplichtte GM Continental te verhuizen naar een grotere locatie. Dat werd de voormalige velodroom. De vorige locatie bleef in gebruik voor de productie van carrosserieën voor bedrijfsvoertuigen en als opslagplaats.
In 1929 was ook deze nieuwe locatie te klein geworden. In november dat jaar verhuisde het bedrijf naar een nieuwe assemblagefabriek in de haven. Ook de verkoop en dienstverlening, die voorheen over Antwerpen verspreid waren, kwamen naar deze locatie. De Grote Depressie, die het jaar daarop wereldwijd toesloeg en de jaren 1930 teisterde, zorgde ervoor dat de vergrote capaciteit jarenlang onbenut bleef. Omwille van de slechte economische toestand werden de Franse en Duitse afdelingen van GM in 1932 gefuseerd met de Belgische.

### Nieuwe fabrieken
Tijdens de Tweede Wereldoorlog werd de fabriek in de haven verwoest bij geallieerde bombardementen op de haven. Na de oorlog begint GM een hersteldienst voor Amerikaanse legervoertuigen en een magazijn voor auto- en elektro-onderdelen. In 1947 werd grond gekocht voor een nieuwe fabriek. Begin 1948 werden opnieuw Chevrolets gebouwd in de oude. Dat jaar werden bijna 5000 stuks gemaakt. In 1953 was de nieuwe fabriek aan de Noorderlaan - de latere Fabriek 1 - klaar. Vervolgens worden er Amerikaanse CKD's en later ook Bedford-vrachtwagens, Opels en Vauxhalls geassembleerd (GM nam Opel volledig over in 1931).
In 1965 beslist GM een nieuwe fabriek te bouwen waarvoor Antwerpen gekozen werd. Deze Fabriek 2 kwam in het noorden van de haven, op ongeveer 10 kilometer van Fabriek 1. In 1967 werd Fabriek 2 operationeel en op 2 juli 1968 werd er reeds de 100.000ste auto gebouwd. In 1970 draait de fabriek op volle capaciteit en komt er een tweede werkshift. Op 22 maart 1971 bouwde Fabriek 2 de 500.000ste auto. In 1973 werken er voor het eerst vrouwelijke arbeiders in de fabriek maar het jaar erop moet de fabriek twee maanden dicht door de dalende verkoop die het gevolg was van de oliecrisis. Op 24 mei 1973 rolde nog de miljoenste wagen van de band.

### Modernisering

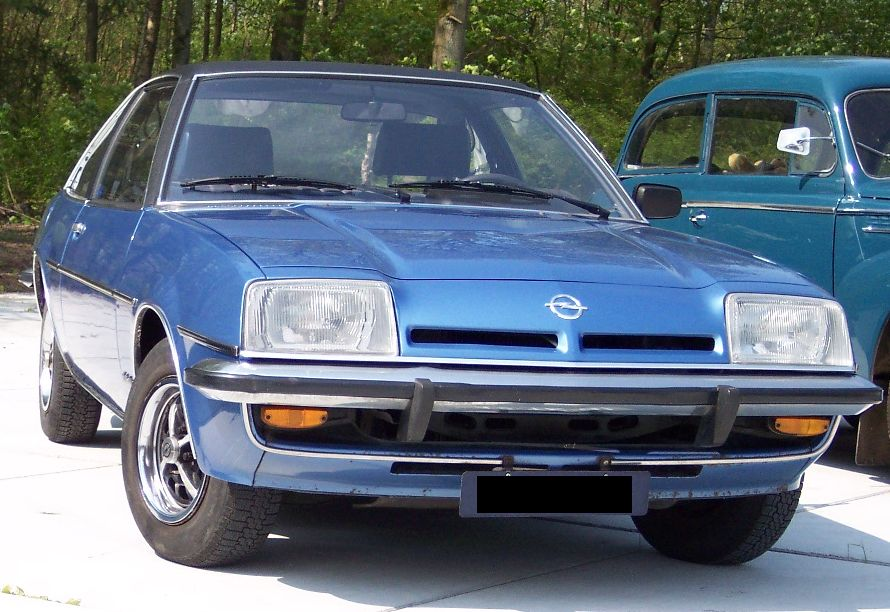
Opel Manta B

In de tweede helft van de jaren 1970 wakkert de autoverkoop opnieuw aan - wat grotendeels te danken was aan de nieuwe Manta en Ascona - en neemt de productie weer toe. In 1978 begint een grote modernisering. Gedurende 8 jaar zal zo'n 22 miljard frank geïnvesteerd worden. In 1979 werd ook in Fabriek 1, die sinds 1977 enkel nog Opels bouwde, een tweede shift ingesteld. In 1981 kreeg Fabriek 1 een nieuwe verfspuiterij en werd Fabriek 2 uitgebreid om ook onderdelen te gaan maken. Die laatste kreeg in 1984 ook een gerobotiseerde lijn voor het lassen van koetswerken.
In de tweede helft van de jaren 1980 krijgt ook Fabriek 2 een verfspuiterij die 6,2 miljard frank kostte. In 1987 bereikte de productie een record van 393 724 Opels en Vauxhalls. In augustus 1988 wordt de productie van Fabriek 1 overgeheveld naar Fabriek 2. Een nieuw ploegensysteem zorgt voor een rendementsstijging van 43,5% waardoor één fabriek het werk van de twee aankon. Fabriek 1 bleef verder dienstdoen voor onderdelenopslag en administratie.

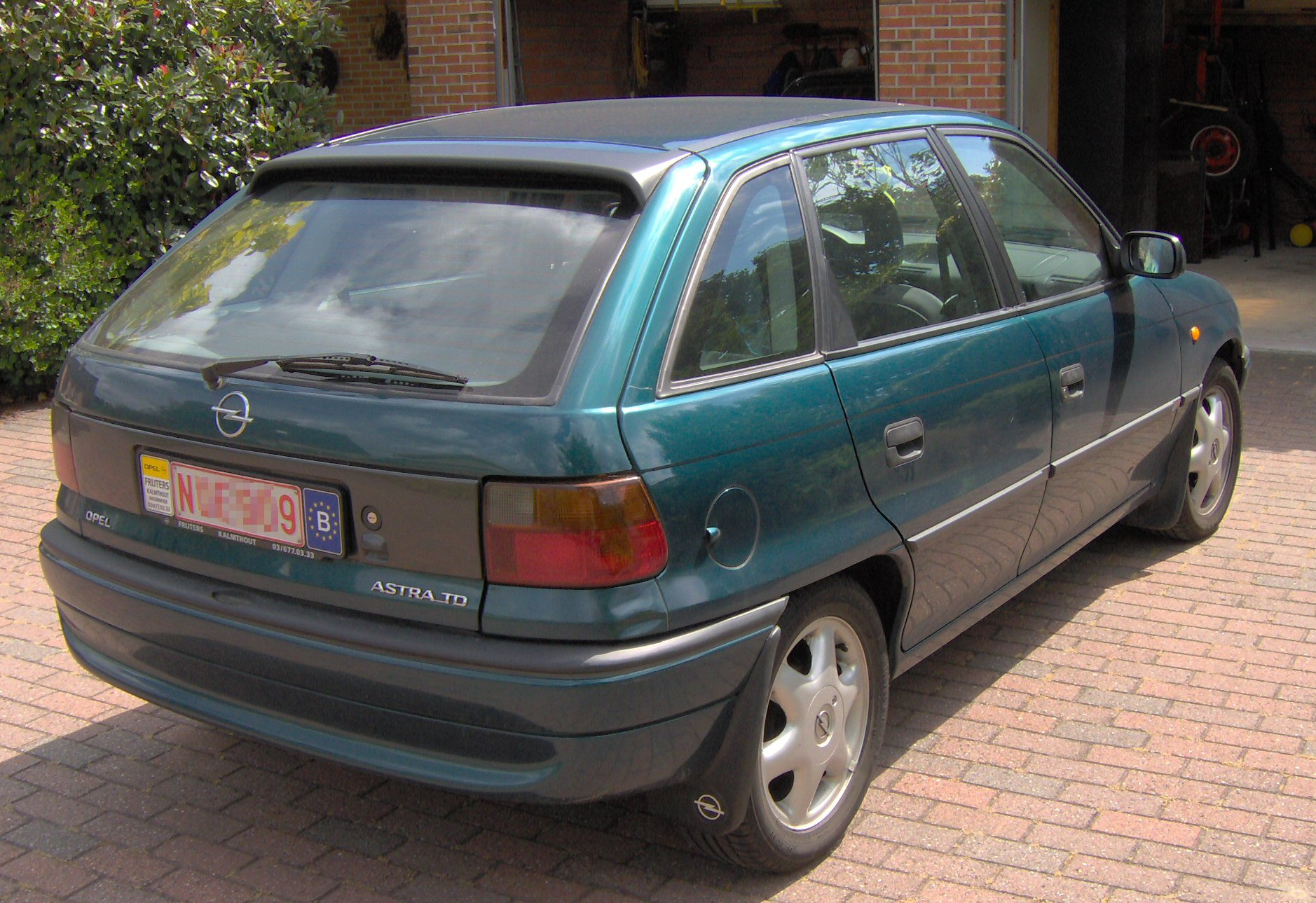
Opel Astra F uit 1997.

In 1991 werd 4,6 miljard frank in Fabriek 2 gestoken voor de nieuwe Opel Astra en Opel Vectra, gevolgd door nogmaals 5,9 miljard frank in 1993-4. Op 1 november 1994 wijzigt het bedrijf van naam en heet vanaf dan Opel Belgium. Ook wordt Fabriek 1 verkocht en verhuist de sociale zetel naar Fabriek 2. Fabriek 1 doet tegenwoordig (2007) dienst als parkeergarage voor cinemacomplex Metropolis. De afdeling Verkoop ten slotte verhuisde naar Kontich. Nog in 1994 begon een nieuw investeringsprogramma van 25 miljard frank voor allerlei moderniseringen en uitbreidingen. In 1997 ging tien miljard frank naar de nieuwe Astra.

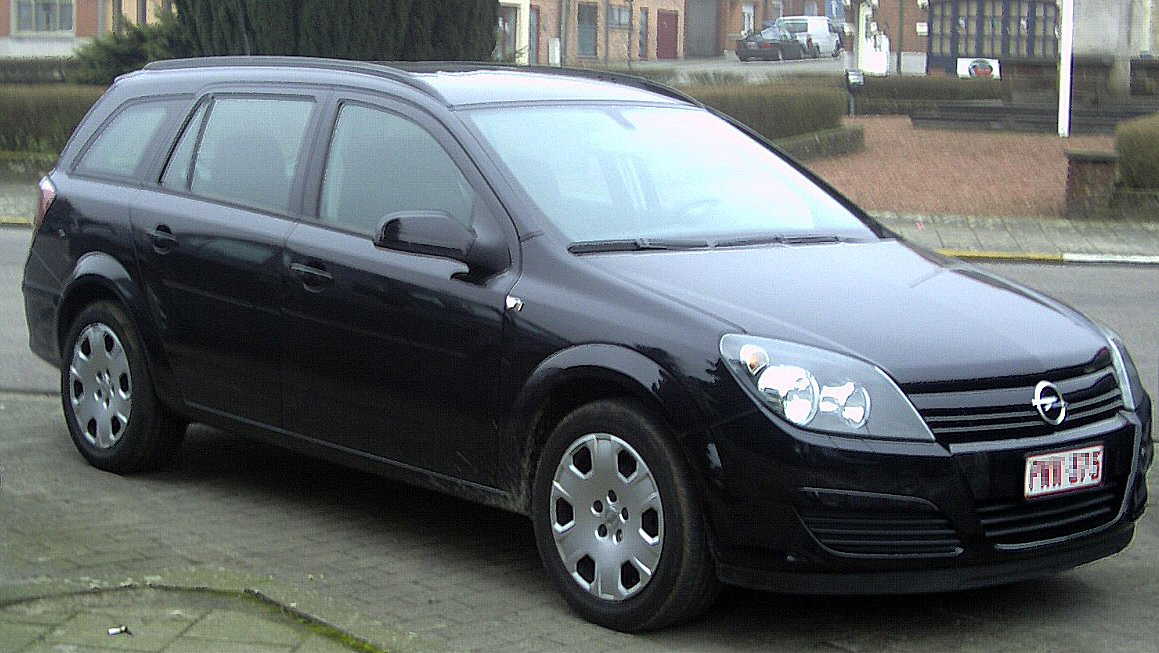
Opel Astra H uit 2004-6.

In 2002 werd de perserij fors uitgebreid, een investering van 51,4 miljoen euro. Midden 2003 rolt de 12 miljoenste auto van de band. In januari 2004 begon de productie van de nieuwe Astra waarvan de vijfdeurs en de stationwagen in Antwerpen werden gebouwd. Op 1 november van dat jaar werd de bedrijfsnaam opnieuw veranderd, deze keer in General Motors Belgium. Die wijziging paste in de nieuwe bedrijfsstructuur van GM en wijst op de wereldwijde krachtenbundeling binnen de autoreus. In 2005 kreeg de fabriek ook de Astra GTC toegewezen. In 2007 begon men die Astra ook onder het Amerikaanse merk Saturn te bouwen voor de Noord-Amerikaanse markt.

### Herstructurering en sluiting
Nog in 2007 werd bekendgemaakt dat het bedrijf geherstructureerd wordt en de productie nagenoeg zal halveren. Hierdoor zouden 2200 van de 4700 banen verdwijnen. Ook zal de nieuwe generatie van de Astra niet in Antwerpen gebouwd worden. In de plaats zouden een kleine SUV voor Opel en Chevrolet komen, en mogelijk nog een derde model. In juni 2009 gaan er geruchten dat de gehele fabriek in Antwerpen wordt gesloten. Dit in verband met een overname van Opel door Magna. De overname door Magna gaat uiteindelijk niet door, maar GM neemt op 20 januari 2010 zelf het besluit de vestiging in Antwerpen in 2010 te sluiten. Uiteindelijk rolde op woensdag 15 december 2010 de laatste auto van de band en twee dagen later, op 17 december 2010, ging de fabriek definitief dicht.

## Gebouwde modellen

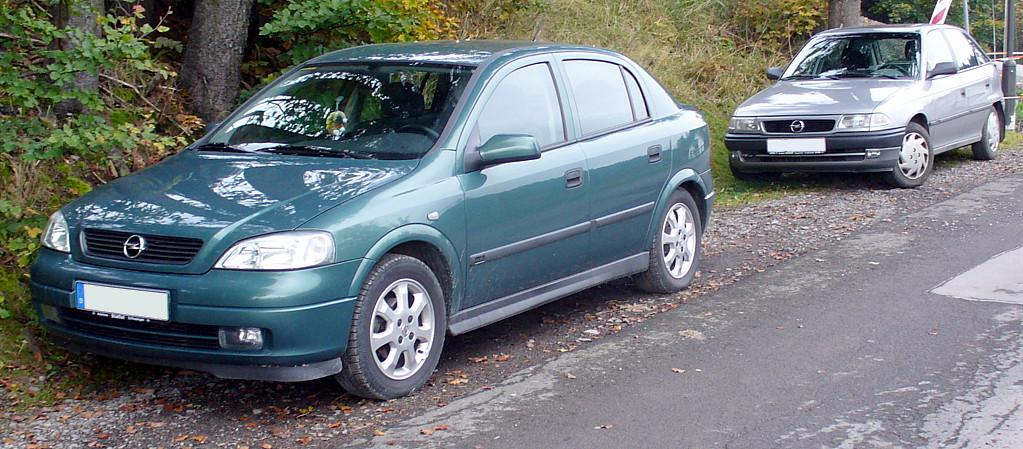
Opel Astra G en - F

- Chevrolet
- Opel Kadett
- Opel Manta
- Opel Ascona
- Opel Corsa B
- Opel Astra
- Saturn Astra
- Opel Vectra

## Productiemijlpalen
- 100.000: 2 juli 1968
- 500.000: 22 maart 1971
- 1.000.000: 24 mei 1973
- 3.000.000: 1976
- 5.000.000: 1982
- 6.000.000: 1985
- 7.000.000: 1988
- 8.000.000: 1990
- 9.000.000: 1993
- 10.000.000: 17 december 1996
- 11.000.000: maart 2000
  - 11.111.111: 27 juni 2000
- 12.000.000: 9 juli 2003
- 13.306.292: 17 december 2010 (sluiting)